# قضاء بردرش
قضاء بردرش هو أحد أقضية محافظة دهوك في إقليم كردستان، العراق، ويتميز بموقعه الجغرافي الاستراتيجي. 

## الموقع والتسمية
يقع قضاء بردرش على بعد حوالي 70 كم شمال مدينة دهوك محافظة دهوك، ضمن إقليم كردستان شمال العراق. يعتقد أن اسم "بردرش" يعني «الحجر الأسود»، وهو وصف مستوحى من لون التربة الداكن في المنطقة. بعض الروايات تربط الاسم لعبارة كردية كما يُقال: *Shaxe-Rash* أو “الصخور السوداء” 0

## السكان والثقافة
يقطن بردرش أكراد، ويتميز السكان باللهجة الكورانية، إحدى لهجات اللغة الكردية إلى جانب السورانية. وفقًا لتقديرات محلية، يعيش في القضاء حوالي *90 ألف نسمة* 1.

## التاريخ والإدارة
تم الاعتراف ببردرش كناحية إدارية خلال العهد العثماني. بعد انتفاضة عام 1991، نُقل إداريًا إلى محافظة دهوك بدلًا من نينوى، ثم أُعلن رسميًا قضاءً في عام 2008 وفقًا للنظام المحلي لإقليم كردستان.

## البنية التحتية والتنمية
في أكتوبر 2024، تم وضع حجر الأساس لإنشاء طريق مزدوج يربط بين بردرش ومدينة خبات، بإشراف حكومة الإقليم، بهدف تعزيز التنمية الاقتصادية وتحسين السلامة المرورية، خاصة على طريق يعاني من كثرة الشاحنات 2.

## الزراعة والدعم الحكومي
زار رئيس حكومة إقليم كردستان، مسرور بارزاني، في 11 يونيو 2024 أحد حقول إنتاج البطاطا في القضاء، وأشاد بتطور الإنتاج الزراعي، مؤكدًا التزام الحكومة بدعم المزارعين وتذليل العقبات أمامهم 3.

## الطبيعة والسياحة
تشتهر بردرش بطبيعتها، حيث تزينها الجبال، الغابات، وادي بردرش العميق، بالإضافة إلى بحيرة طبيعية وسط التضاريس الجبلية. من أبرز المعالم:
- قلعة بردرش* – تعود للعصر العباسي.

```
*مقام الشيخ عدي بن مسافر* – موقع ديني محلي.
*متحف بردرش المحلي* – يضم مجموعة من القطع الأثرية 4.

```